# Łaziska Iłżeckie
Łaziska Iłżeckie – dawny przystanek kolejki wąskotorowej w Lubieni, w gminie Brody, w powiecie starachowickim, w województwie świętokrzyskim.